# Ibrahim Nafie
Ibrahim Nafie est un ancien directeur du comité du quotidien gouvernemental égyptien Al-Ahram et préside le conseil de direction de la média-holding du même nom. Il est président de la Fédération des journalistes arabes. 
Ibrahim Nafie est soupçonné d’avoir détourné quelque 3,5 milliards de livres égyptiennes, alors qu'il exerçait en tant que directeur du journal et président du comité de direction de l’Institut Al-Ahram. Il a été poursuivi en France pour antisémitisme, à la suite d la traduction par MEMRI d’un article d'Al-Ahram diffamatoire vis-à-vis des juifs dans le sens où il a autorisé la publication d'un article intitulé "La matza juive est faite de sang arabe", paru dans le numéro d'Al-Ahram du 28 octobre 2000.